# Meszehti

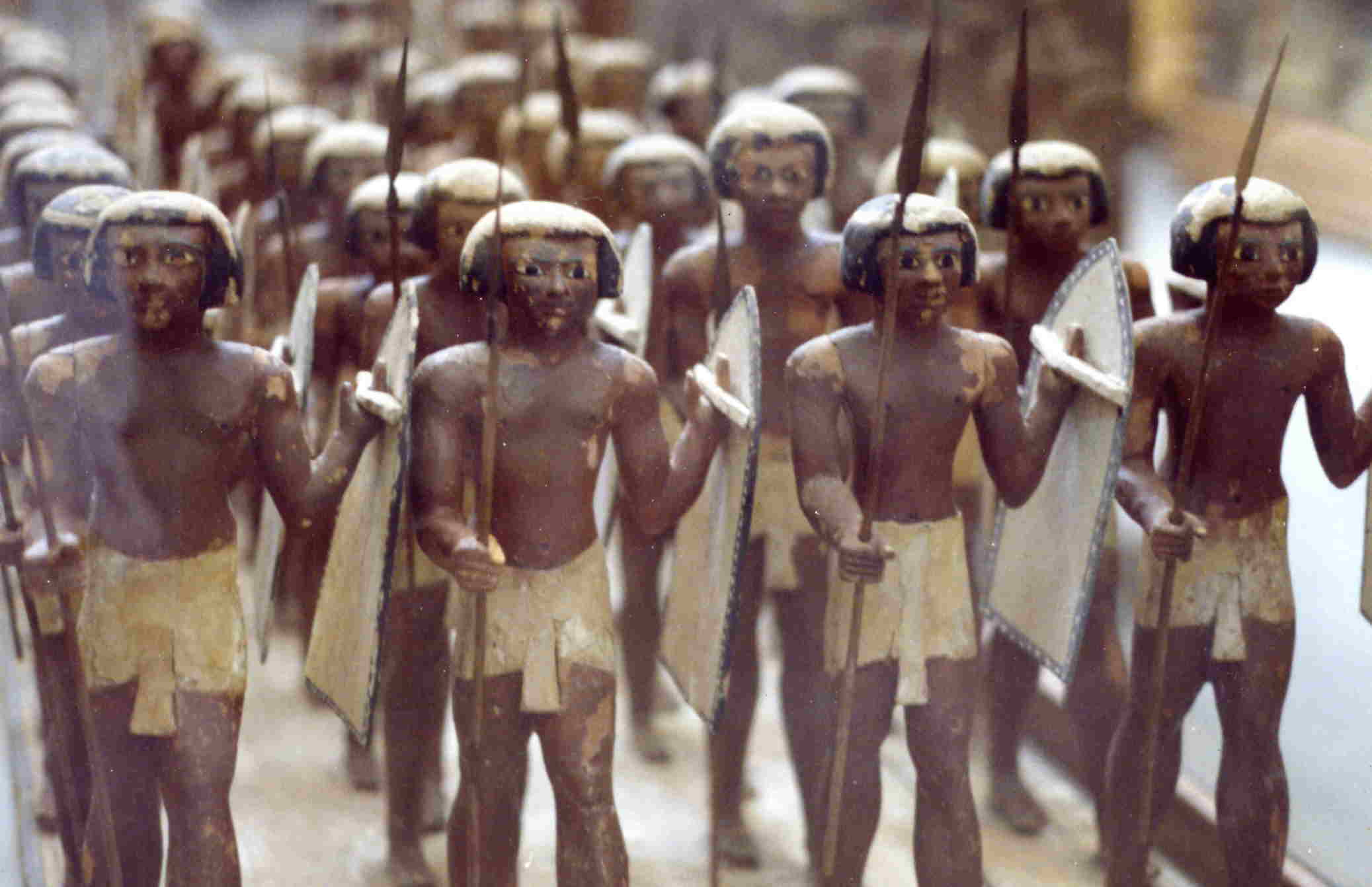
Meszehti egyiptomi katonái közelről

Meszehti vagy Mezehti az ókori Egyiptom első átmeneti korában a 13. felső-egyiptomi szepat (nomosz), Itef-Hont kormányzója, Szauti (Assziut, Lükopolisz) ura. Uradalma Felső-Egyiptom középső vidékére esik, közel a X. dinasztia hahninszui (Hérakleopolisz Magna) rezidenciájához, és távolabb az Uaszet (Théba) által vezetett déli szövetségtől.

## Élete
Meszehti a X. dinasztia szövetségese volt, kormányzóságának hadereje sokáig feltartotta az uaszeti Antefek északi terjeszkedését. II. Antef már egészen Aphroditopoliszig eljutott, amikor Sziut hadserege megállította, amely csata átmeneti békét és stabilizációt hozott. A X. dinasztia valószínűleg az óbirodalmi királyság legitim folytatója volt, és Sziut kormányzói az utolsó pillanatig kitartottak mellette.
Meszehti szauti sírja egyedülálló ismeretekkel gazdagította az egyiptológiát. Bár ebben az időben szokássá váltak a sírokba helyezett modellek (hajók, katonák, kézművesek szobrocskái), amelyek a mindennapi élet jeleneteit ábrázolták, a sírjában talált két csoportnyi katona művészi színvonalban és információértékben is messze meghaladja a kortársakét. Az egyiptomi katonák lándzsával és pajzzsal, egy szál fehér szoknyában, négyoszlopos menetalakzatban sorakoznak. Fegyverük két méternél hosszabb döfőlándzsa, nagy fejjel. Az ilyen eszközzel közelharcot vívtak. Pajzsuk hegyes felénél van a fogója, ha tehát harc közben lefelé fordították, az egész felső testüket védte. A másik csoport núbiaiakat ábrázol, akiknek sötétebb a bőrük, és piros szoknyában vannak. Ők az íjászok. A harcosok szobrai mindössze 6 centiméter körüli magasságúak.
Meszehtit Tefib követte a kormányzói poszton.